# Malcolm & Marie
Malcolm & Marie là phim điện ảnh lãng mạn đen trắng của Mỹ năm 2021 do Sam Levinson viết kịch bản, sản xuất và đạo diễn. Phim có sự tham gia của Zendaya và John David Washington – cả hai cũng đóng vai trò nhà sản xuất của phim. Tác phẩm có nội dung xoay quanh một nhà văn kiêm đạo diễn và bạn gái của anh ta có mối quan hệ được kiểm tra vào đêm ra mắt bộ phim mới nhất của anh ta, khi những tiết lộ về bản thân họ xuất hiện. Đây là phim điện ảnh Hollywood đầu tiên được viết kịch bản, lên kinh phí và sản xuất hoàn toàn trong đại dịch COVID-19, với công tác quay phim diễn ra trong bí mật vào tháng 6 và tháng 7 năm 2020. Nghệ sĩ thu âm người Mỹ Kid Cudi đóng vai trò giám đốc sản xuất bộ phim.
Malcolm & Marie nhận được bản phát hành giới hạn vào ngày 29 tháng 1 năm 2021, trước khi được phát hành kỹ thuật số vào ngày 5 tháng 2 năm 2021 bởi Netflix. Tác phẩm nhận được nhiều đánh giá trái chiều từ các nhà phê bình, những người khen ngợi màn trình diễn và sự ăn ý của Zendaya và Washington, cũng như khâu chỉ đạo của Levinson, nhưng lại chỉ trích phần kịch bản của anh. Với màn trình diễn của mình, Zendaya đã được đề cử cho Nữ diễn viên chính xuất sắc nhất tại Giải Critics' Choice lần thứ 26.

## Nội dung
Nhà biên kịch-đạo diễn Malcolm Elliott (John David Washington) trở về nhà sau buổi ra mắt phim cùng bạn gái Marie Jones (Zendaya). Malcolm háo hức dự đoán các bài phê bình sau phản ứng đầy cảm xúc của khán giả từ buổi chiếu. Khi anh nhận thấy Marie có vẻ không hài lòng, anh thúc giục cô nói cho anh biết điều gì đang làm phiền cô. Ban đầu miễn cưỡng bắt đầu đánh nhau vào lúc nửa đêm, cô nói với anh rằng cô rất buồn vì cô không được cảm ơn hoặc thừa nhận trong bài phát biểu của anh tại buổi ra mắt.
Marie tin rằng cô ấy là cơ sở cho bộ phim của anh ấy, một bộ phim truyền hình về một cô gái nghiện ma túy da đen đang gặp khó khăn tên là Imani, vì bản thân cô ấy cũng là một người nghiện ma túy khi họ gặp nhau. Malcolm bác bỏ những lời buộc tội của cô, cho rằng Imani không dựa trên cô và là sự kết hợp của những người khác nhau. Marie khẳng định rằng anh sẽ không thể hiện chân thực cuộc đấu tranh của Imani với việc lạm dụng ma túy và nghiện ngập nếu họ không ở cùng nhau. Malcolm tin rằng Marie đang phản ứng thái quá, tuyên bố rằng vì cô ấy đã bỏ diễn nhiều năm trước, cô ấy ghen tị với nữ diễn viên đóng vai Imani và cô ấy đang đổ lỗi cá nhân của mình cho anh ấy và bộ phim của anh ấy. Marie khẳng định lập trường của mình về sự thiếu thừa nhận của anh ta và gọi tài năng của anh ta là "tầm thường". Trong khi Marie đang tắm, Malcolm mô tả cho cô ấy những người phụ nữ khác nhau mà anh ấy từng quan hệ, những người đã truyền cảm hứng cho nhân vật Imani, nói rằng chỉ có cảm giác tuyệt vọng của Imani là dựa trên Marie. Sau khi lau khô người khỏi bồn tắm, cô ấy đáp lại bằng cách bật bài hát "Get Rid of Him" của Dionne Warwick trên điện thoại, trong khi cả hai đang ngồi im lặng bên ngoài.
Quay trở lại bên trong, Malcolm sau đó tìm và đọc bài đánh giá phê bình đầu tiên được đăng về bộ phim của mình. Mặc dù bài đánh giá là tích cực, anh ấy không hài lòng về cách giải thích chính trị của nhà phê bình nữ da trắng đối với bộ phim của anh ấy vì anh ấy không có ý định nó là chính trị. Anh ấy than thở rằng các nhà phê bình phim đang tập trung quá nhiều vào danh tính nam giới da đen của anh ấy và phóng chiếu chính trị vào các diễn giải của họ, thay vì đánh giá anh ấy vì giá trị của chính anh ấy. Marie vui vẻ coi thường phản ứng tức giận của anh ấy trước nhận xét tích cực và anh ấy không thể nhận lời chỉ trích, trước khi cả hai dường như gắn kết trở lại sau những tranh luận của họ.
Trước khi cả hai có thể bắt đầu quan hệ tình dục, Marie đã khiêu khích anh ta khi cô hỏi tại sao anh ta không chọn cô ấy vào vai Imani, tin rằng cô ấy sẽ mang lại sự tổn thương và tính chân thực cho nhân vật mà lẽ ra có thể làm cho bộ phim hay hơn. Sau khi họ tức giận buộc tội nhau là tự cao tự đại, Marie sau đó mang theo một con dao và đóng một cảnh trong vai Imani để chứng minh tính chân thực, khiến Malcolm sợ hãi nhưng gây ấn tượng mạnh về khả năng thuyết phục của cô ấy. Cả hai vào phòng ngủ và tranh cãi một lần nữa, cho đến khi Marie nói với anh ta về việc anh ta coi cô là điều hiển nhiên và việc anh ta không thừa nhận tình yêu thực sự của họ dành cho nhau đã truyền cảm hứng cho bộ phim như thế nào.
Cuộc tranh cãi của họ cuối cùng cũng dừng lại khi họ đi ngủ mà không nói gì với nhau, chỉ cảm ơn nhau trước khi ngủ. Malcolm thức dậy một mình trên giường vào buổi sáng ban ngày. Anh tìm thấy Marie một mình bên ngoài và tham gia cùng cô ấy khi họ nhìn về phía xa, để lại số phận của mối quan hệ của họ là một ẩn số.

## Sản xuất
Năm 2020, Sam Levinson và Zendaya đều góp mặt trong phim truyền hình Euphoria của HBO, tuy nhiên loạt phim đã bị ngừng sản xuất do những ảnh hưởng của đại dịch COVID-19. Cả hai đã cùng nhau thảo luận về ý tưởng và khả năng thực hiện một dự án phim điện ảnh trong thời gian đại dịch. Levinson đã đưa ra một số khả năng cho Zendaya, bao gồm một bộ phim kinh dị tâm lý mà họ sẽ quay tại nhà của cô. Sau đó, anh ấy bắt đầu nghĩ ra "một đoạn quan hệ diễn ra trong thời gian thực."
John David Washington tham gia dự án sau khi Levinson đọc 10 trang đối thoại với Washington qua điện thoại, nói rằng, "Tôi không thể tin được. Đó là những lời tuyệt vời mà tôi đã nghe, đồng thời rất đáng lo ngại với những cuộc đối đầu nội bộ.
Sau khi nhận được sự chấp thuận của Hiệp hội Nhà văn Hoa Kỳ, SAG-AFTRA và Hiệp hội Đạo diễn Hoa Kỳ, quá trình sản xuất chính diễn ra từ ngày 17 tháng 6 đến ngày 2 tháng 7, quay hoàn toàn tại Nhà Caterpillar, một ngôi nhà riêng tại Khu bảo tồn Santa Lucia ở Carmel-by -the-Sea, California.  Bộ phim tuân theo các quy trình an toàn COVID-19 của địa phương, bao gồm toàn bộ dàn diễn viên và phi hành đoàn được cách ly trong quá trình quay, cũng như hai tuần trước và sau khi quay, kiểm tra nhiệt độ hàng ngày và tăng cường các biện pháp vệ sinh. Đoàn phim bao gồm nhiều thành viên của đoàn phim Euphoria, bao gồm nhà quay phim Marcell Rév và nhà thiết kế sản xuất Michael Grasley. Cả Washington và Zendaya đều chịu trách nhiệm tự trang điểm và chọn trang phục cho riêng mình, vì không có nghệ sĩ trang điểm hay nhà thiết kế trang phục nào trên phim trường. Không quá 12 người được phép vào phim trường cùng một lúc. Quá trình sản xuất cũng phải rất hạn chế để dàn diễn viên và đoàn làm phim không bị xáo trộn trong quá trình quay. Phim được quay trên phim đen trắng 35 mm.

## Phát hành
Vào tháng 9 năm 2020, Netflix đã mua lại quyền phân phối bộ phim với giá 30 triệu đô la, trả giá cao hơn các công ty như HBO, A24 và Searchlight Pictures. [5] Phim được phát hành rạp tại một số rạp chọn lọc vào ngày 29 tháng 1 năm 2021, và sau đó được phát trực tuyến trên Netflix bắt đầu từ ngày 5 tháng 2 năm 2021. [7] [8] Tờ Deadline Hollywood đưa tin bộ phim "khó có thể kiếm được tiền " trong thời gian chiếu rạp (do đại dịch COVID-19). [9] Bộ phim là tựa đề được xem nhiều nhất trên nền tảng này trong tuần đầu tiên ra mắt, nhưng đã rớt khỏi top 10 khi đứng thứ hai.

## Đón nhận
Theo trang tổng hợp đánh giá Rotten Tomatoes, 57% trong tổng số 232 bài phê bình là tích cực, với điểm đánh giá trung bình là 6,30 / 10. Sự đồng thuận của các nhà phê bình trên trang web cho biết: "Tham vọng của Malcolm & Marie không phải lúc nào cũng được hoàn thành một cách mỹ mãn, nhưng những sai sót của nó thường được bù đắp bởi phản ứng hóa học mạnh mẽ giữa các ngôi sao trong phim." Trên Metacritic, bộ phim có điểm trung bình có trọng số là 53 trên tổng số trong số 100, dựa trên 42 nhà phê bình, cho biết "các bài đánh giá hỗn hợp hoặc trung bình."